# Fellergut

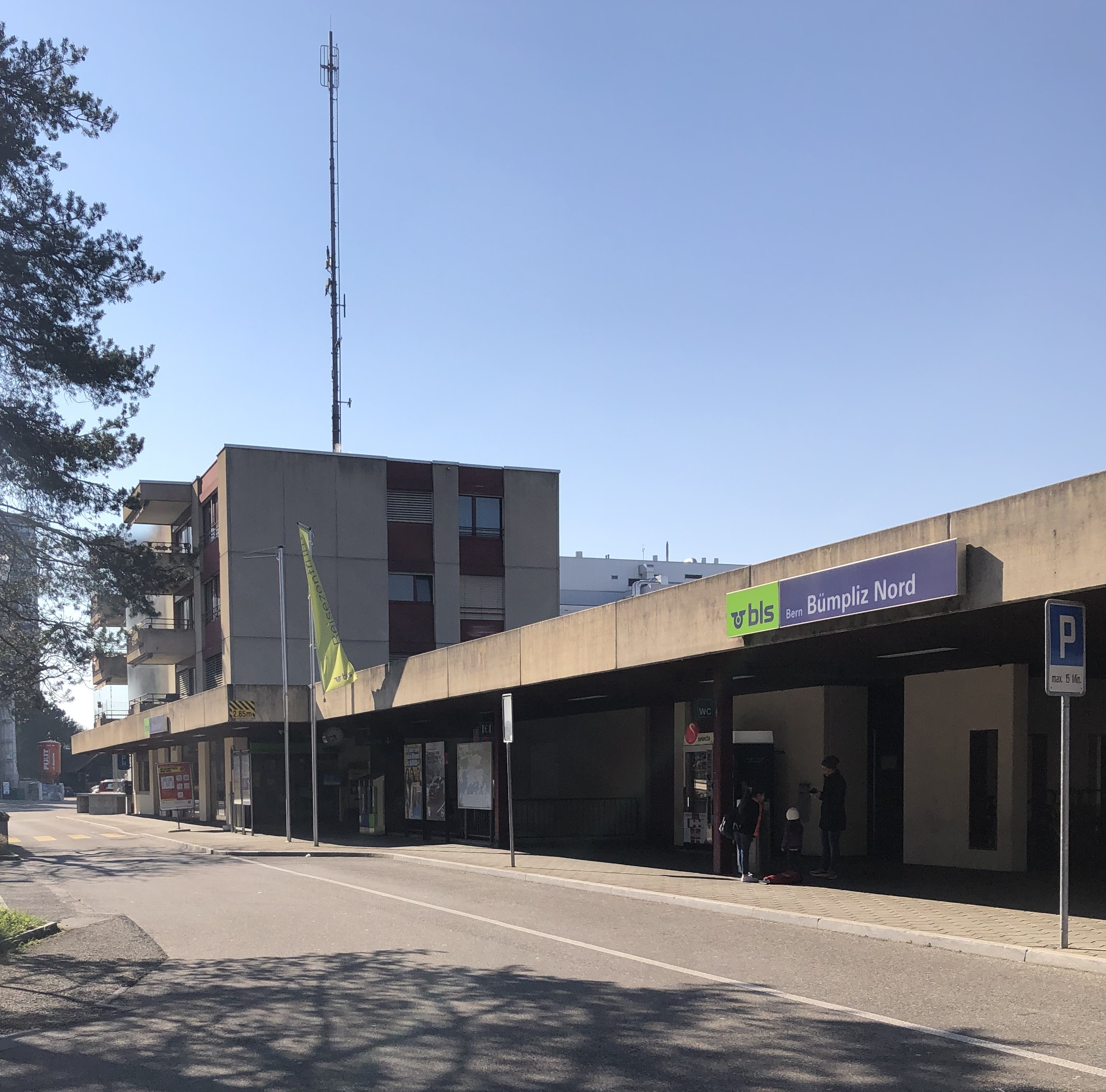
Bahnhof Bümpliz Nord

Das Fellergut ist ein Quartier der Stadt Bern. Es gehört zu den 2011 bernweit festgelegten 114 gebräuchlichen Quartieren und liegt im Stadtteil VI Bümpliz-Oberbottigen, dort im statistischen Bezirk Bümpliz. Angrenzend sind das Bethlehemer Quartier Tscharnergut (durch Eisenbahnlinie getrennt) sowie die Bümplizer Quartiere Stapfenacker, Bümpliz Dorf und Schwabgut.
Im Jahr 2022 betrug die Wohnbevölkerung 2025 Personen, davon 1282 Schweizer und 743 Ausländer.

## Geschichte
Das Fellergut, auf dem Areal des ehemaligen Fellerstocks aus dem 17. Jahrhundert, ist eine Hochhaussiedlung, die in den Jahren 1966 bis 1980 entstand. In den 1970er Jahren wurde auf Initiative des Vereins für die Betreuung Betagter Bümpliz ein Ort für das selbstbestimmte Wohnen im Alter geschaffen. Es wurden 59 Ein- und 30 Zweizimmerwohnungen im Stockwerkeigentum erbaut und an Senioren verkauft oder weitervermietet. Die Eröffnung erfolgte im Mai 1976.
Ein an der Mühledorfstrasse in den 1970er Jahren von der Eisenbahner-Baugenossenschaft erbauter Block wurde 2015 umfassend saniert.

## Verkehr
Vom Bahnhof Bern Bümpliz Nord verkehren die von der BLS betriebenen S-Bahn-Linien S 5 und S 52 zwischen Kerzers sowie die S 51 zwischen Bern Brünnen Westside und Bern Bahnhof. Der Bus 27 verkehrt tangential zwischen Niederwangen und Weyermannshaus Bad, der in Bümpliz Anschluss an die Strassenbahnlinie 7 Richtung Zentrum hat.